# كرايغ ماثيسون
كرايغ ماثيسون (بالإنجليزية: Craig Mathieson)‏ هو صحفي أسترالي، ولد في 1971 في أستراليا.